# Граф Страффорд

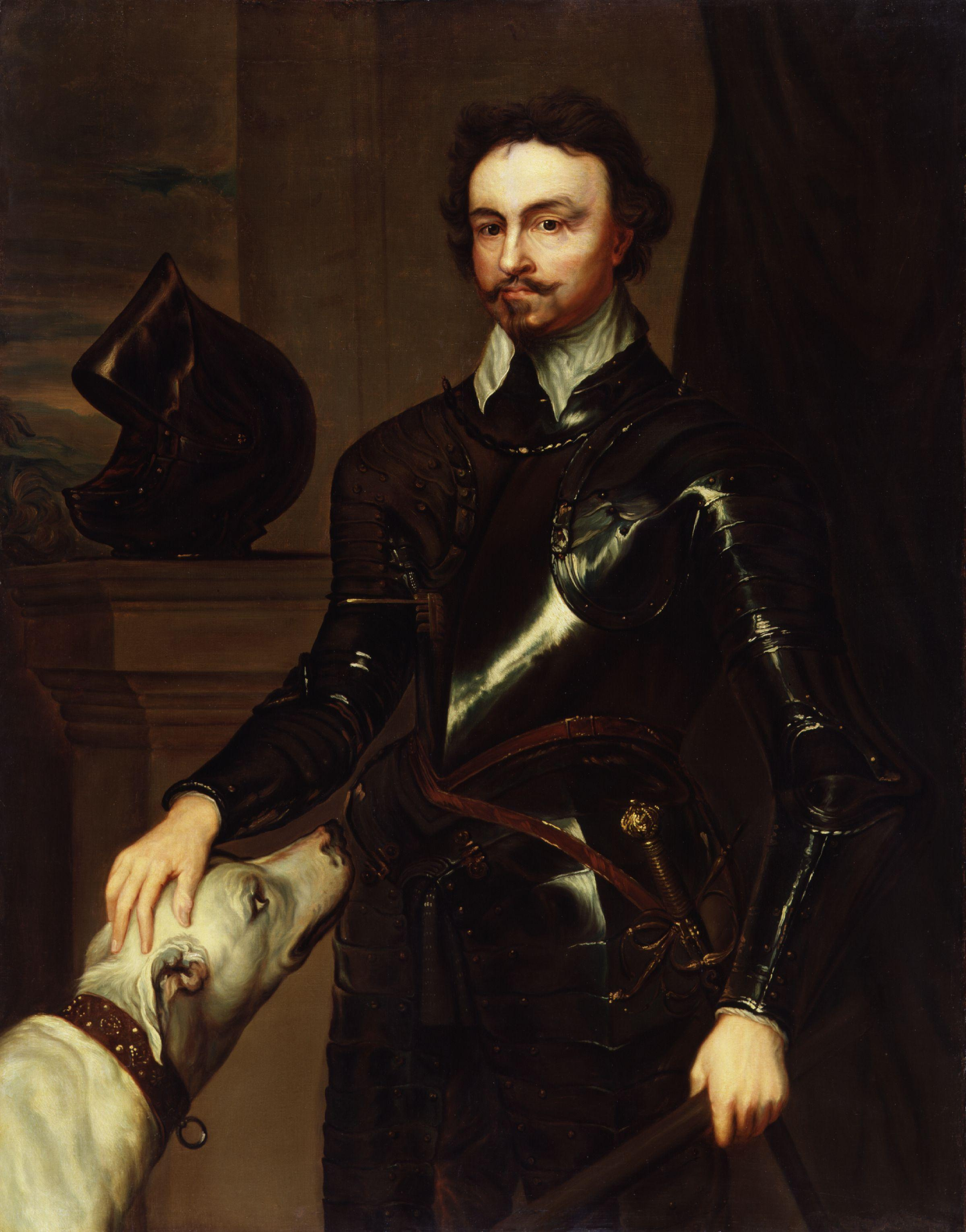
Томас Уэнтуорт, 1-й граф Страффорд (1593—1641), портрет Антониса Ван Дейка

Граф Страффорд (англ. Earl of Strafford) — аристократический титул, созданный трижды в британской истории.

## История
В 1640 году титул графа Страффорда в качестве Пэрства Англии был создан для Томаса Уэнтуорта (1593—1641), близкого советника короля Карла I Стюарта. В 1614 году после смерти своего отца Уильяма Уэнтуорта, 1-го баронета, Томас унаследовал титул 2-го баронета Уэнтуорта из Уэнтуорт-Вудхауса. 20 июня 1611 года титул баронета Уэнтуорта из Уэнтуорт-Вудхауса в графстве Йоркшир (Баронетство Англии) был создан для Уильяма Уэнтуорта, отца Томаса. В 1628 году Томас Уэнтуорт получил титулы барона Уэнтуорта из Уэнтуорт-Вудхауса и барона Ньюмарка и Оверсли, а в 1629 году для него был создан титул виконта Уэнтуорта. В 1640 году он получил титул барона Рэби и графа Страффорда. В 1641 году Томас Уэнтуорт, 1-й граф Страффорд, был лишен титулов и владений. Его сын, Уильям Уэнтуорт (1626—1695), в 1662 году получил назад титулы графа Страффорда и барона Рэби, но скончался без наследников в 1695 году. После его смерти титулы барона Уэнтуорта, виконта Уэнтуорта и графа Уэнтуорта угасли. Титул барона Рэби унаследовал его двоюродный племянник, Томас Уэнтуорт (1672—1739), который стал 3-м бароном. Он был внуком сэра Уильяма Уэнтуорта, младшего брата 1-го графа Страффорда. Поместье Вудхаус унаследовал достопочтенный Томас Уотсон (1665—1723). Его матерью была Энн Уэнтуорт, сестра Уильяма Уэнтуорта, 2-го графа Страффорда.

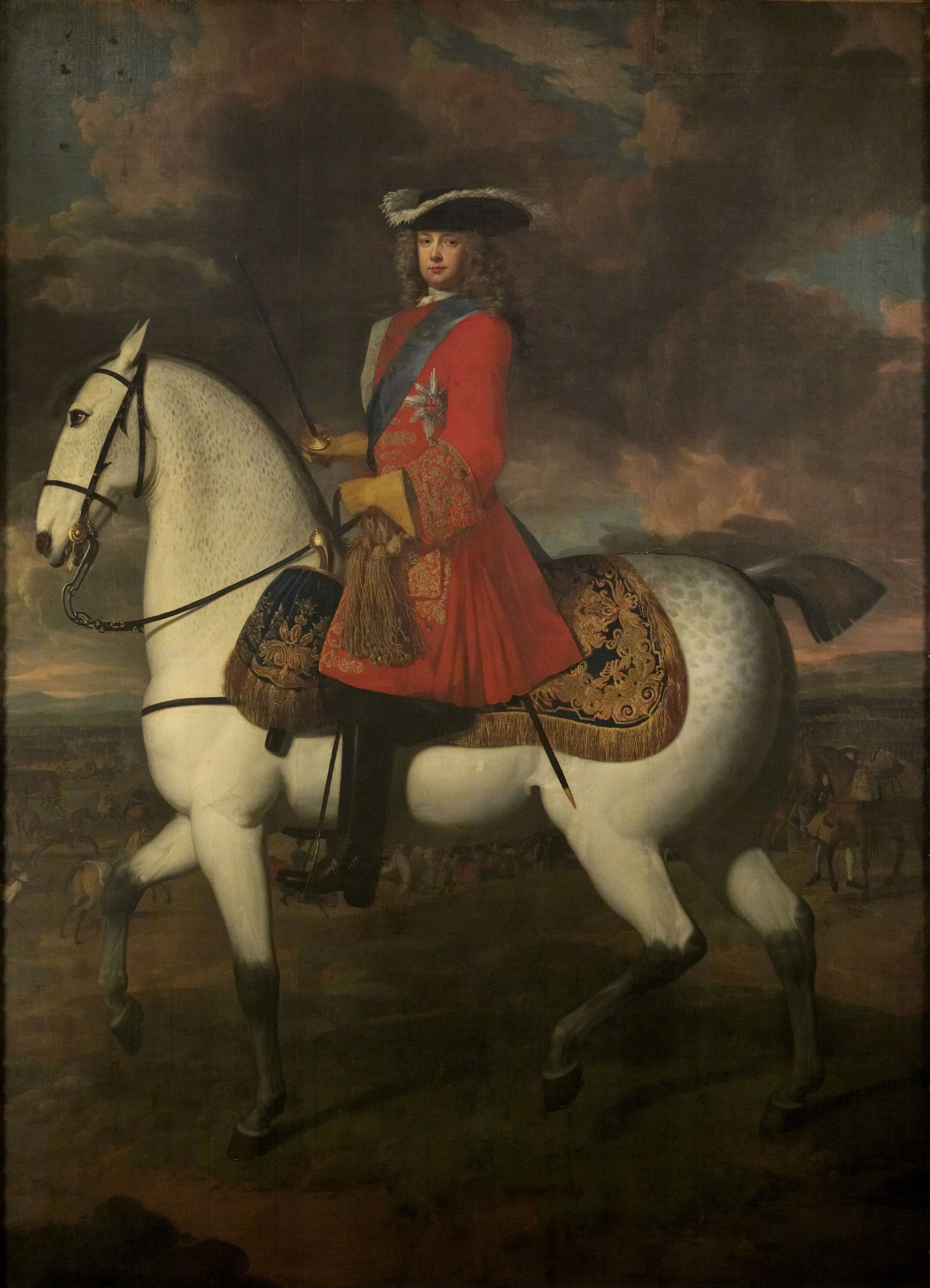
Томас Уэнтуорт, 1-й граф Страффорд (1672—1739)

В 1711 году титул графа Страффорда в пэрстве Великобритании был вторично воссоздан для Томаса Уэнтуорта, 3-го барона Рэби (1672—1739). Ему наследовал в 1739 году его сын, Уильям Уэнтуорт, 2-й граф Страффорд (1722—1791). Он скончался бездетным, и его преемником стал его кузен, Фредерик Уэнтуорт, 3-й граф Страффорд (1732—1799). В 1799 году после его смерти титул графа Страффорда прервался.

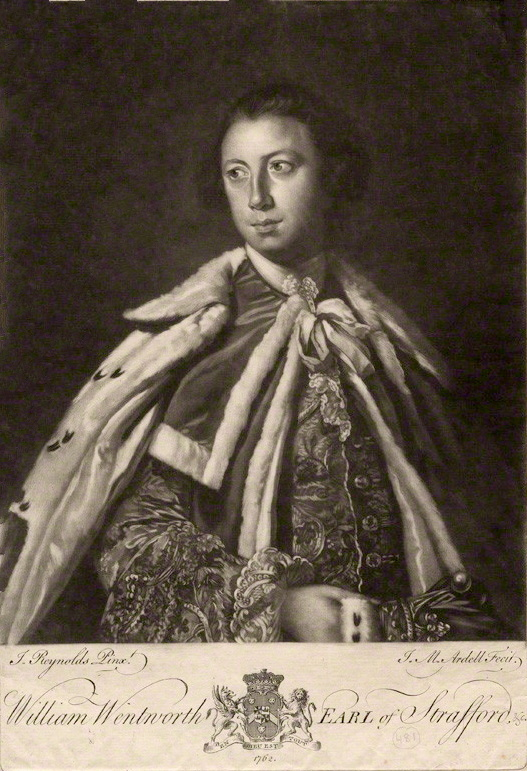
Уильям Уэнтуорт, 2-й граф Страффорд (1722—1791)

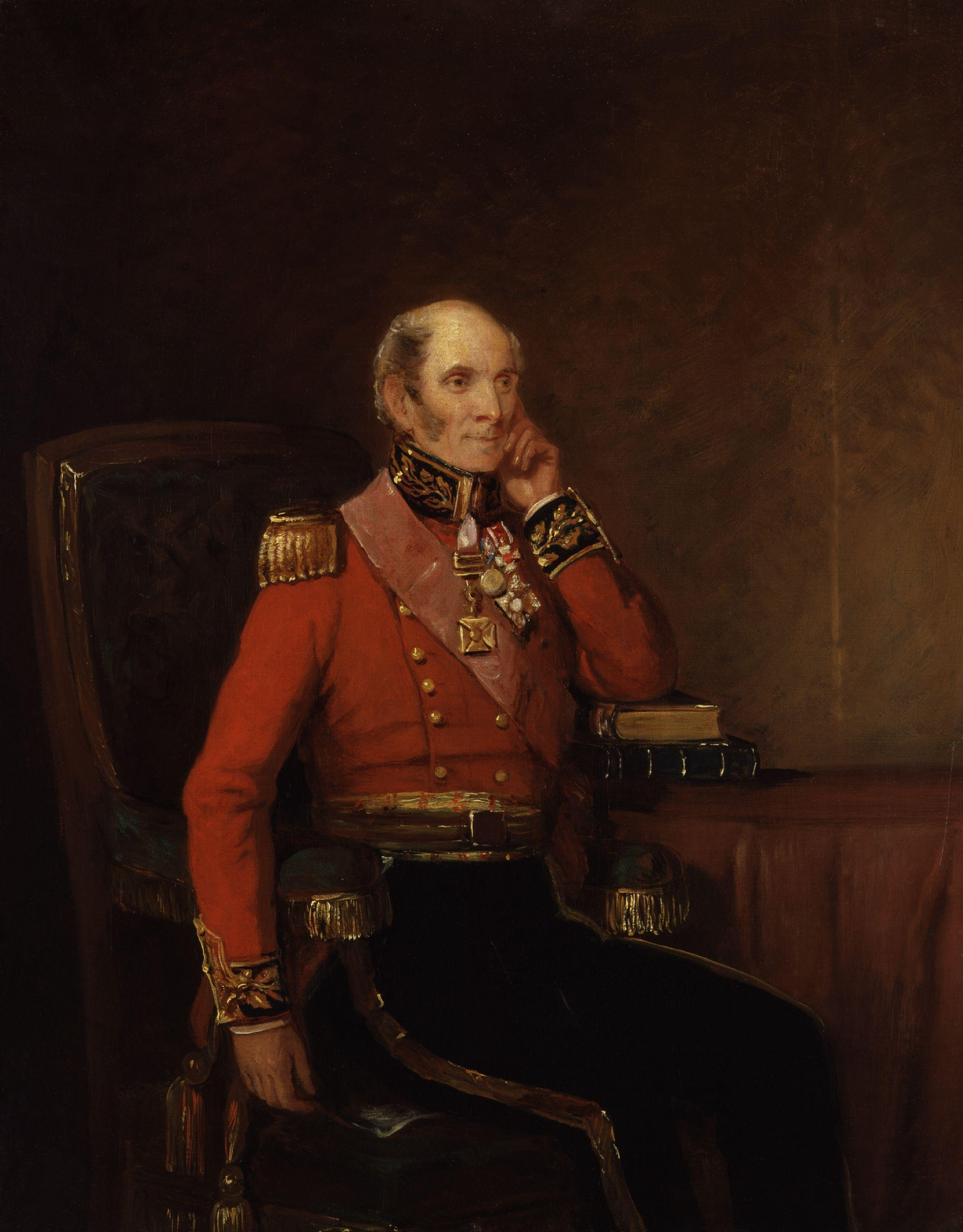
Джон Бинг, 1-й граф Страффорд (1772—1860), портрет Уильяма Солтера

В 1847 году титул графа Страффорда в качестве Пэрства Соединённого королевства был в третий раз воссоздан для известного военного Джона Бинга, 1-го барона Страффорда (1772—1860). Вместе с графским титулом он получил титул виконта Энфилда из Энфилда в графстве Мидлсекс. В 1833 году для него уже был создан титул барона Страффорда из Хармондсуорта в графстве Мидлсекс. Джон Бинг был сыном Джорджа Бинга (1735—1789), сына достопочтенного Роберта Бинга (1703—1740), третьего сына Джорджа Бинга, 1-го виконта Торрингтона (1668—1733), правнука Томаса Уэнтуорта, 1-го графа Страффорда.
В 1860 году лорду Страффорду наследовал его старший сын, Джордж Стивенс Бинг, 2-й граф Страффорд (1806—1886). Он был политиком от партии вигов и занимал незначительные посты в правительствах лорда Грея, лорда Мельбурна и лорда Джона Рассела. Его старший сын, Джордж Генри Чарльз Бинг, 3-й граф Страффорд (1830—1898), в правительстве Уильяма Гладстона занимал посты парламентского заместителя государственного секретаря по иностранным делам (1871—1874) и заместителем государственного секретаря по делам Индии (1880—1883). Также он являлся лордом-лейтенантом графства Мидлсекс (1884—1898) и президентом крикет-клуба графства Мидлсекс (1866—1876, 1877—1898). В 1874 году он был вызван в Палате лордов, где получил отцовский титул барона Страффорда. После его смерти графский титул унаследовал его младший брат, Генри Уильям Джон Бинг, 4-й граф Страффорд (1831—1899). Его преемником стал его младший брат, Фрэнсис Эдмунд Сесил Бинг, 5-й граф Страффорд (1835—1918). Он был священнослужителем. Его сын, Эдмунд Бинг, 6-й граф Страффорд (1862—1951) был олдерменом в графствах Мидлсекс и Хертфордшир. Ему наследовал его племянник, Роберт Сесил Бинг, 7-й граф Страффорд (1904—1984). Он был вторым сыном достопочтенного Иво Фрэнсиса Бинга, четвёртого сына 5-го графа Страффорда. Сын 7-го графа Страффорда, Томас Эдмунд Бинг (1936—2016), после смерти отца в 1984 году стал 8-м графом Страффордом.
По состоянию на 2024 год обладателем графского титула являлся его старший сын, Роберт Уильям Бинг, 9-й граф Страффорд (род. 1964), сменивший отца в 2016 году.
Другим известным членом семьи Бинг был британский фельдмаршал Джулиан Гедуорт Джордж Бинг, 1-й виконт Вими (1862—1935), младший сын 2-го графа Страффорда от второго брака.
Родовая резиденция — Рутем-Парк в графстве Хертфордшир.
Традиционной усыпальницей графов Страффорд является мавзолей Бингов в Ротам Парке.

## Баронеты Уэнтуорт из Уэнтуорт-Вудхауса (1611)
- 1611—1614: Сэр Уильям Уэнтуорт, 1-й баронет (ум. 1614)
- 1614—1641: Сэр Томас Уэнтуорт, 2-й баронет (13 апреля 1593 — 12 мая 1641), сын предыдущего, граф Страффорд с 1640 года.

## Графы Страффорд, первая креация (1640)
- 1640—1641: Томас Уэнтуорт, 1-й граф Страффорд (13 апреля 1593 — 12 мая 1641), сын Уильяма Уэнтуорта, 1-го баронета
- 1662—1695: Уильям Уэнтуорт, 2-й граф Страффорд (8 июня 1626 — 16 октября 1695), сын предыдущего.

## Бароны Рэби (1640)
- 1695—1739: Томас Уэнтуорт, 3-й барон Рэби (17 сентября 1672 — 15 ноября 1739), сын сэра Уильяма Уэнтуорта, внук Уильяма Уэнтуорта, брата Томаса Уэнтуорта, 1-го графа Страффорда (1593—1641), граф Страффорд с 1711 года.

## Графы Страффорд, вторая креация (1711)
- 1711—1739: Томас Уэнтуорт, 1-й граф Страффорд (17 сентября 1672 — 15 ноября 1739), сын сэра Уильяма Уэнтуорта, внук Уильяма Уэнтуорта, брата Томаса Уэнтуорта, 1-го графа Страффорда,
- 1739—1791: Уильям Уэнтуорт, 2-й граф Страффорд (17 марта 1722 — 10 марта 1791), сын предыдущего
- 1791—1799: Фредерик Томас Уэнтуорт, 3-й граф Страффорд (1732 — 7 августа 1799), старший сын Уильяма Уэнтуорта, внук Питера Уэнтуорта, брата Томаса Уэнтуорта, 1-го графа Страффорда (1672—1739).

## Графы Страффорд, третья креация (1847)

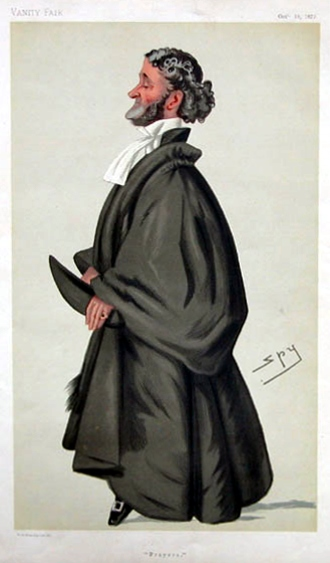
Фрэнсис Эдмунд Сесил Бинг, 5-й граф Страффорд (1835—1918), карикатурный портрет Лесли Уорда, Vanity Fair, октябрь 1879

- 1847—1860: Джон Бинг, 1-й граф Страффорд (1772 — 3 июня 1860), сын Джорджа Бинга и Энн Бинг (урожденной Конолли)
- 1860—1886: Джордж Стивенс Бинг, 2-й граф Страффорд (8 июня 1806 — 29 октября 1886), старший сын предыдущего
- 1886—1898: Джордж Генри Чарльз Бинг, 3-й граф Страффорд (22 февраля 1830 — 28 марта 1898), старший сын предыдущего
- 1898—1899: Генри Уильям Джон Бинг, 4-й граф Страффорд (21 августа 1831 — 16 мая 1899), второй сын 2-го графа Страффорда от первого брака
- 1899—1918: Преподобный Фрэнсис Эдмунд Сесил Бинг, 5-й граф Страффорд (15 января 1835 — 18 января 1918), третий (младший) сын 2-го графа Страффорда от первого брака
- 1918—1951: Эдмунд Генри Бинг, 6-й граф Страффорд (27 января 1861 — 24 декабря 1951), второй сын предыдущего от первого брака
- 1951—1984: Роберт Сесил Бинг, 7-й граф Страффорд (29 июля 1904—1984), второй (младший) достопочтенного Иво Фрэнсиса Бинга (1874—1949), внук 5-го графа Страффорда
- 1984—2016: Эдмунд Томас Бинг, 8-й граф Страффорд (26 сентября 1936 — 12 ноября 2016), старший сын предыдущего
- 2016 — настоящее время: Роберт Уильям Бинг, 9-й граф Страффорд (род. 10 мая 1964), старший сын предыдущего
  - Наследник: Сэмюэл Питер Бинг, виконт Энфилд (род. 1998), старший сын предыдущего.